# Haïti aux Jeux olympiques d'été de 2020
Haïti participe aux Jeux olympiques d'été de 2020 à Tokyo. Il s'agit de leur 17e participation aux Jeux d'été, auxquels ils n'ont plus remporté de médaille depuis les jeux de 1928.
Le Comité international olympique autorise à partir de ces Jeux à ce que les délégations présentent deux porte-drapeaux, une femme et un homme, pour la cérémonie d'ouverture. La judokate Sabiana Anestor et le boxeur Darrelle Valsaint sont nommés porte-drapeaux de la délégation haïtienne.

## Athlètes engagés
| Sport      | Hommes | Femmes | Total |
| ---------- | ------ | ------ | ----- |
| Athlétisme | 0      | 1      | 1     |
| Boxe       | 1      | 0      | 1     |
| Judo       | 0      | 1      | 1     |
| Natation   | 1      | 1      | 2     |
| Taekwondo  | 0      | 1      | 1     |
| Total      | 2      | 4      | 6     |

## Résultats

### Athlétisme
| Athlète     | Épreuve             | Séries  | Séries | Demi-finales | Demi-finales | Finale   | Finale   |
| Athlète     | Épreuve             | Temps   | Rang   | Temps        | Rang         | Temps    | Rang     |
| ----------- | ------------------- | ------- | ------ | ------------ | ------------ | -------- | -------- |
| Mulern Jean | 100 m haies féminin | 12 s 99 | 5e     | 13 s 9       | 7e           | Éliminée | Éliminée |

### Boxe
| Athlète           | Catégorie              | 1/16e de finale     | 1/8e de finale      | Quart de finale     | Demi-finale         | Finale              | Rang    |
| Athlète           | Catégorie              | Adversaire Résultat | Adversaire Résultat | Adversaire Résultat | Adversaire Résultat | Adversaire Résultat | Rang    |
| ----------------- | ---------------------- | ------------------- | ------------------- | ------------------- | ------------------- | ------------------- | ------- |
| Darrelle Valsaint | Moyens hommes (-75 kg) | Exempté             | Tshama Victoire 4-1 | Bakshi Défaite 0-5  | Éliminé             | Éliminé             | Éliminé |

### Judo
| Athlète         | Compétition           | 1er tour            | 2e tour                         | Quart de finale     | Demi-finale         | Repêchage           | Finale              | Rang    |
| Athlète         | Compétition           | Adversaire Résultat | Adversaire Résultat             | Adversaire Résultat | Adversaire Résultat | Adversaire Résultat | Adversaire Résultat | Rang    |
| --------------- | --------------------- | ------------------- | ------------------------------- | ------------------- | ------------------- | ------------------- | ------------------- | ------- |
| Sabiana Anestor | Moins de 52 kg femmes | Exemptée            | Levytska-Shukvani Défaite 00-10 | Éliminé             | Éliminé             | Éliminé             | Éliminé             | Éliminé |

### Natation
| Athlète             | Épreuve                   | Séries        | Séries | Demi-finales | Demi-finales | Finale   | Finale   |
| Athlète             | Épreuve                   | Temps         | Rang   | Temps        | Rang         | Temps    | Rang     |
| ------------------- | ------------------------- | ------------- | ------ | ------------ | ------------ | -------- | -------- |
| Davidson Vincent    | 100 m nage libre masculin | 54 s 81       | 51e    | Éliminé      | Éliminé      | Éliminé  | Éliminé  |
| Emilie Grand'Pierre | 100 m brasse féminin      | 1 min 14 s 82 | 37e    | Éliminée     | Éliminée     | Éliminée | Éliminée |

### Taekwondo
En mars 2020, une athlète haïtienne se qualifie pour les Jeux olympiques à l'occasion de la compétition régionale panaméricaine de qualification.
Aliyah Shipman remporte la finale du tournoi de qualification panaméricain à Heredia en mars 2020,. Elle est finalement remplacée par Lauren Lee, en raison selon elle de l'opposition du Comité olympique des États-Unis
| Athlète    | Compétition    | Huitièmes de finale | Quarts de finale    | Demi-finales        | Repêchage             | Finale / MB         | Rang     |
| Athlète    | Compétition    | Adversaire Résultat | Adversaire Résultat | Adversaire Résultat | Adversaire Résultat   | Adversaire Résultat | Rang     |
| ---------- | -------------- | ------------------- | ------------------- | ------------------- | --------------------- | ------------------- | -------- |
| Lauren Lee | Moins de 67 kg | Jelić Défaite 2-22  | Non qualifiée       | Non qualifiée       | Titoneli Défaite 5-26 | Éliminée            | Éliminée |